# Reichardhaus

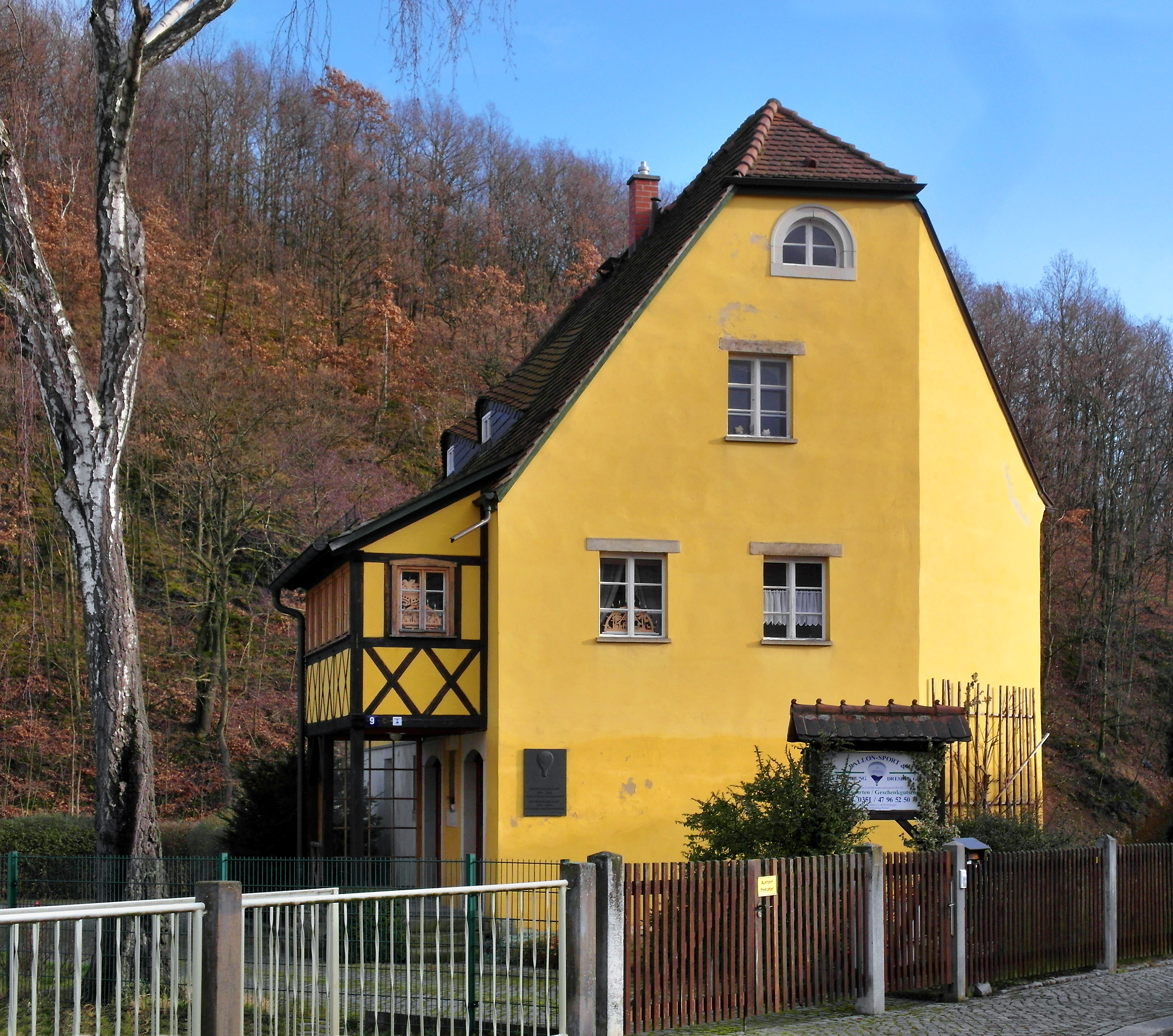
Ansicht von der Reichardstraße von halblinks (2018)

Das Reichardhaus ist ein denkmalgeschütztes Wohngebäude im Freitaler Stadtteil Döhlen. Es ist das frühere Wohnhaus der Ballonfahrerin Wilhelmine Reichard (1788–1848) und ihres Ehemanns Gottfried (1786–1844).
Das dreigeschossige Gebäude befindet sich an der Reichardstraße 9, der ehemaligen Grenzstraße, die später nach dem Ehepaar benannt wurde. Es entstand um 1820 unweit der chemischen Fabrik Gottfried Reichards direkt am Ufer der Weißeritz auf einer Grundfläche von etwa 9,50 × 12 m. Auf der Nordseite des Krüppelwalmdachs befinden sich zwei Fledermausgauben des zweiten Obergeschosses, während auf der Südseite zwei Giebelgauben ausgebildet sind. Das Erdgeschoss ist gemauert, die Obergeschosse sind größtenteils in Fachwerkbauweise ausgeführt. Das erste Obergeschoss hat gen Norden einen ebenfalls in Fachwerk ausgeführten Erker. Die Eheleute Reichard bewohnten das Gebäude bis zu ihrem Tod 1844 bzw. 1848.
Am Haus entstanden während des Hochwassers von 1897 Schäden, die ursächlich für die ungewöhnliche Abschrägung der westlichen Gebäudeseite sind.
In den 1990er Jahren befand sich das Wohnhaus nach jahrelangem Verfall in desolatem Zustand und sollte abgerissen werden. Es wurde 1998 vom Ballonfahrer Matthias Schütze gekauft und unter anteiliger städtischer Finanzierung bis August 2000 saniert. Dabei wurde das ursprüngliche Fachwerk freigelegt und das Gebäude wieder zu Wohnzwecken genutzt. Langfristig plante der Eigentümer eine Teilnutzung als Museum.
Seit Mitte 2022 steht das Haus zum Verkauf. Der Preis sollte Anfangs 545.000 Euro betragen. In mehreren Stufen wurde der Preis bis Anfang 2024 auf 450.000 Euro gesenkt. Die Grundstücksgröße betrug zu diesem Zeitpunkt 1.020 Quadratmeter und die Wohnfläche 175 Quadratmeter, verteilt auf sieben Wohnräume in vier Geschossen. Außerdem gehörten zum Anwesen fünf Garagen und ein Gartenhäuschen. Den Gedanken, ein Reichard-Museum in dem Haus einzurichten, hatte die Stadt Freital aus Kostengründen verworfen.
Aufgrund seiner bau- und personengeschichtlichen Bedeutung ist das Wohnhaus als Kulturdenkmal geschützt. Es wird auch als das wahrscheinlich „älteste erhaltene Gebäude deutscher Luftfahrt“ bezeichnet. An der der Straße zugewandten Seite des Hauses erinnert eine Gedenktafel an die prominenten Bewohner.

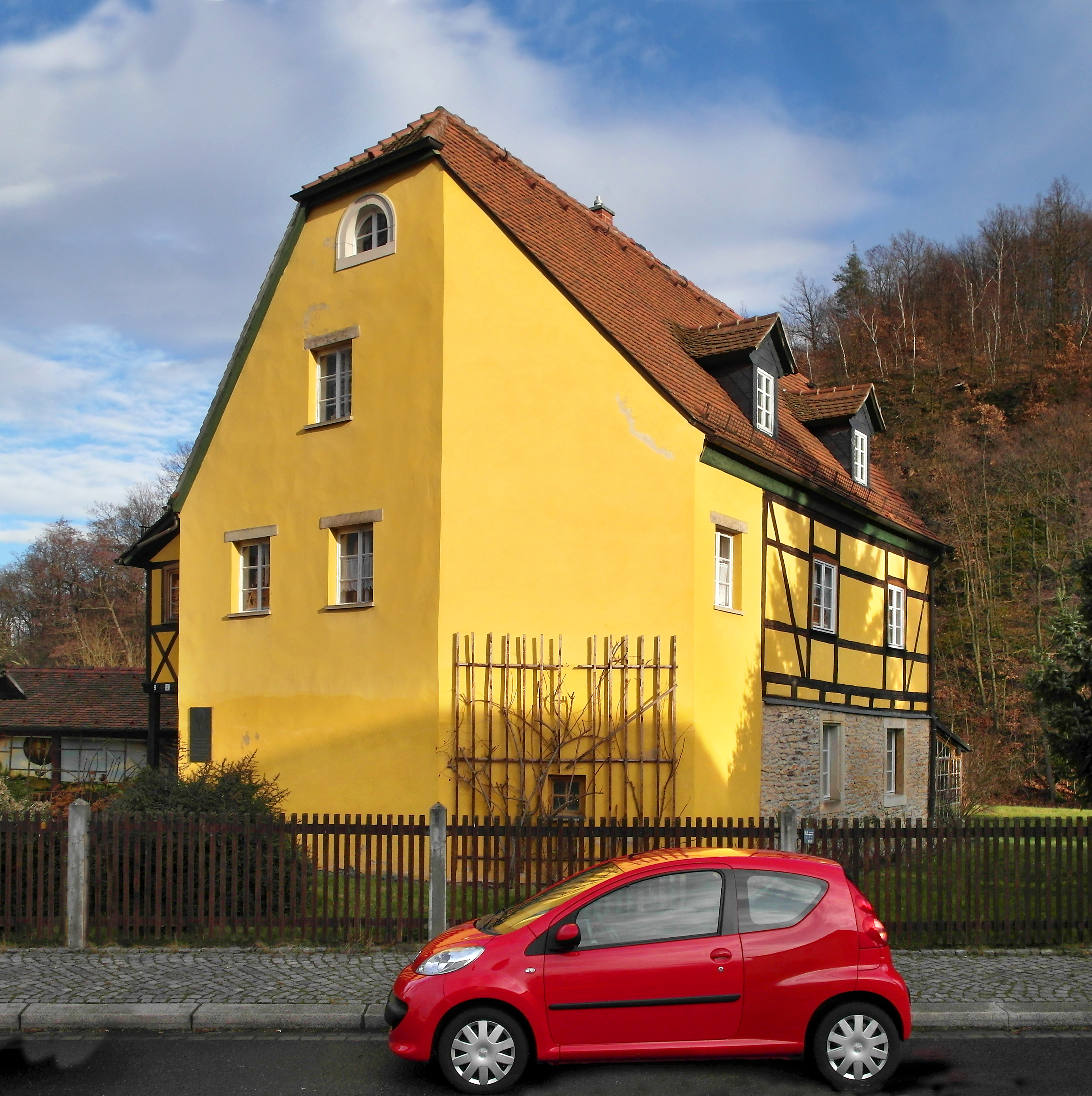
Ansicht im rechten Winkel von der Reichardstraße (2018)
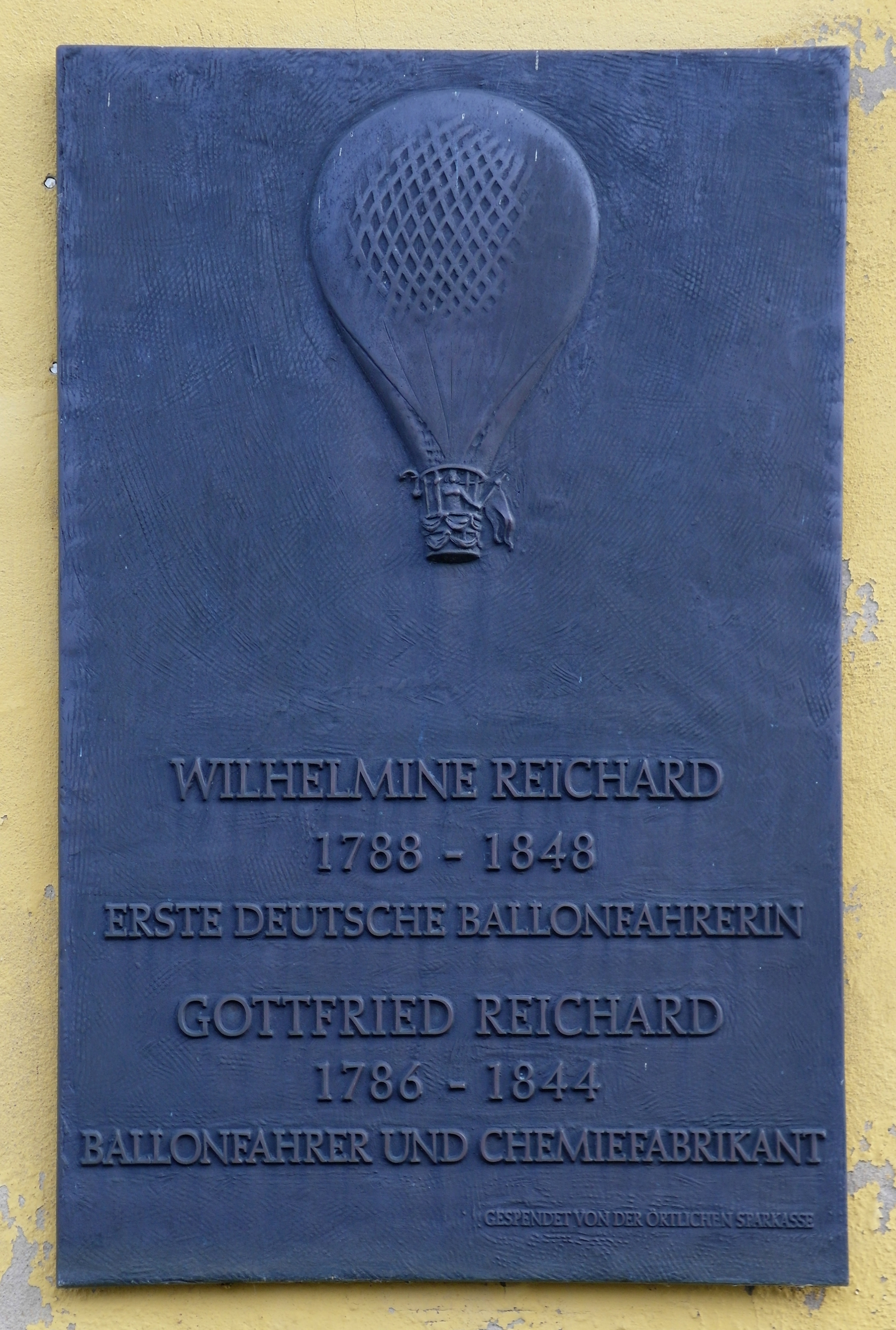
Gedenktafel